# In the Gambler's Web
In the Gambler's Web  è un cortometraggio muto del 1914 diretto e interpretato da Edgar Jones. Gli altri interpreti sono Louise Huff e Brinsley Shaw.

## Produzione
Il film fu prodotto dalla Lubin Manufacturing Company.

## Distribuzione
Distribuito dalla General Film Company, il film - un cortometraggio di due bobine - venne distribuito nelle sale USA il 4 marzo 1914.